# NGC 438

NGC 438

NGC 438 هي مجرة تتبع كوكبة معمل النحات. اكتشفها جون هيرشل في 1 سبتمبر 1834.

## روابط خارجية
- NGC 438 على موقع ويكي سكاي: DSS2, SDSS, GALEX, IRAS, Hydrogen α, X-Ray, Astrophoto, Sky Map, Articles and images